# Джонс, Ивен
Иве́н Джо́нс (англ. Evan Jones) — американский актёр.
Джонс родился в городе Колледж-Стейшен, штат Техас (США). Некоторое время Джонс провёл в Южной Каролине, где во время учёбы в колледже участвовал в школьных спектаклях. С надеждой получить лучшие роли, начинающий актёр переехал в Лос-Анджелес, где начал сниматься в рекламных роликах и телевизионных шоу.
Его первой серьёзной работой стала роль в телесериале On the Line (1998). За ней последовали небольшие роли в сериалах «Полицейские на велосипедах» (Pacific Blue), «Фелисити» (Felicity), «Крутой Уокер: правосудие по-техасски». Джонс также занимался озвучиванием фильмов. В 2002 году актёр снялся в фильме ужасов «Артефакт», за ним последовала одна из самых значительных ролей в его карьере — в фильме «8 миля» с Эминемом в главной роли. В 2004 году вышли фильмы «Мистер 3000» и «Последний кадр». Джонс также снимался в фильмах «Морпехи» (2005), «Игра по чужим правилам» (2006), «Спасительный рассвет» (2006), «Везунчик» (Lucky You, 2007), «Книга Илая», «Зеркала 2» (2010), «Миллион способов потерять голову» (A Million Ways to Die in the West, 2014) и др.

## Фильмография

### Фильмы
- Студенческий угар (2001)
- Артефакт (2002)
- 8 миля (2002)
- Мистер 3000 (2004)
- Последний кадр (2004)
- Морпехи (2005)
- Игра по чужим правилам (2006)
- Спасительный рассвет (2006)
- Beзунчик (2007)
- Гордон Гласс (2007)
- У родного порога (2008)
- Экспресс: История легенды спорта Эрни Дэвиса (2008)
- Зеркала 2 (2010)
- Книга Илая (2010)
- Сухая земля (2010)
- Дай-ка ответ! (2011)
- Смерть свадебного свидетеля (2013)
- Охотники на гангстеров (2013)
- Миллион способов потерять голову (2014)
- Местный (2014)
- Удушье (2015)
- Стражи Галактики. Часть 2 (2017)
- Выстрел в пустоту (2017)
- Охота на воров (2018)
- Отель «Артемида» (2018)

### Телесериалы
- Крутой Уокер: Правосудие по-техасски
- Возвращение в Калифорнию (2001)
- Дорога в осень (2007—2008)
- Братья и сёстры (2011)
- Мыслить как преступник (2012)
- Восприятие (2013)
- Доктор Хаус
- Детройт 1-8-7
- Гудини
- Грейсленд
- C.S.I.: Киберпространство